# 麦克比 (南卡罗来纳州)
麦克比（英文：McBee），是美国南卡罗来纳州下属的一座城市。城市类型是“Town”。其面积大约为2.76平方英里（7.15平方公里）。根据2010年美国人口普查，该市有人口867人，人口密度约为每平方 英里313.9人（约合每平方公里121.2人）。